# Sárkeresztes
Sárkeresztes è un comune dell'Ungheria di 1.506 abitanti (dati 2001). È situato nella contea di Fejér.